# Abdij van Crespin

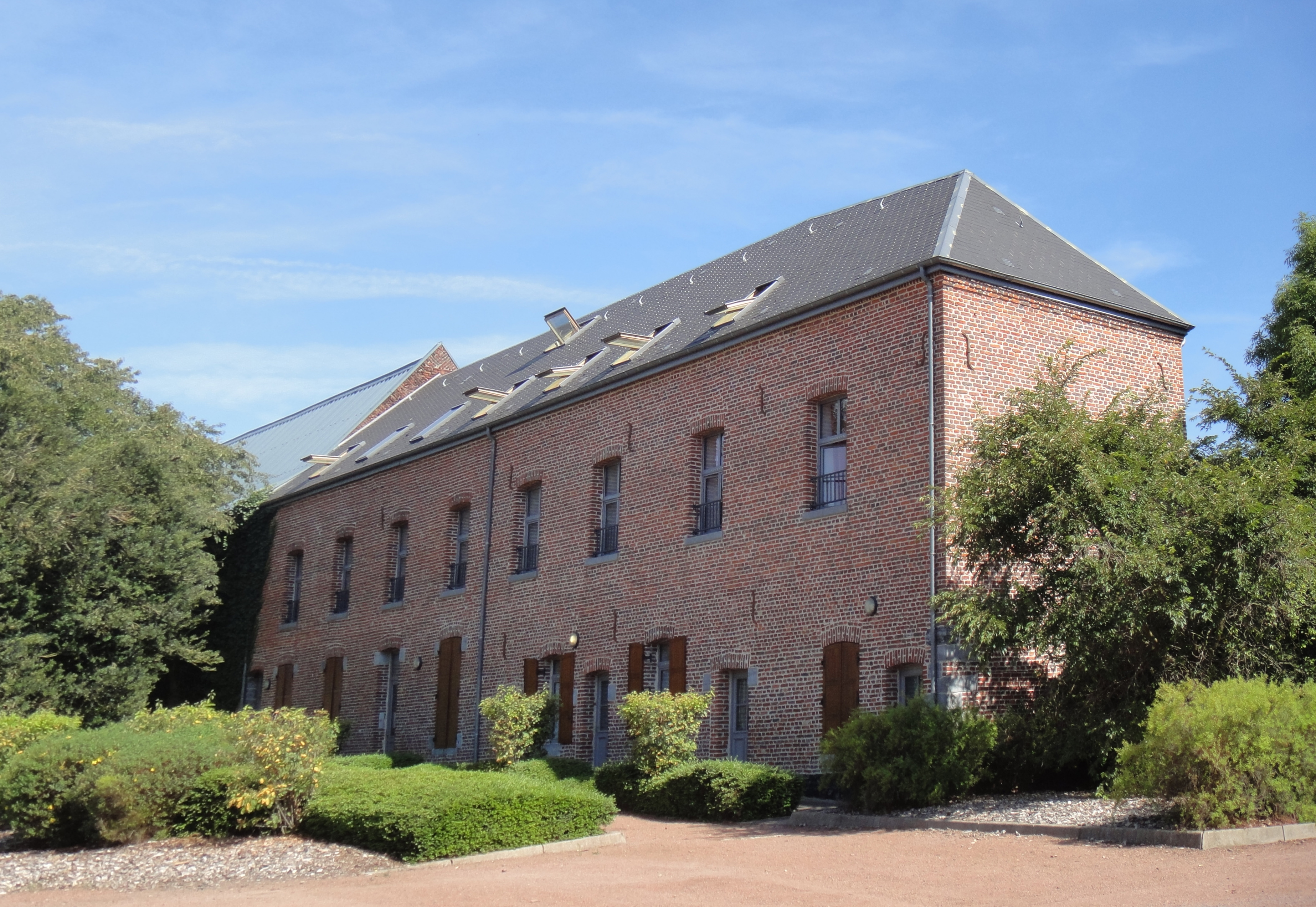
Paleis van de abt

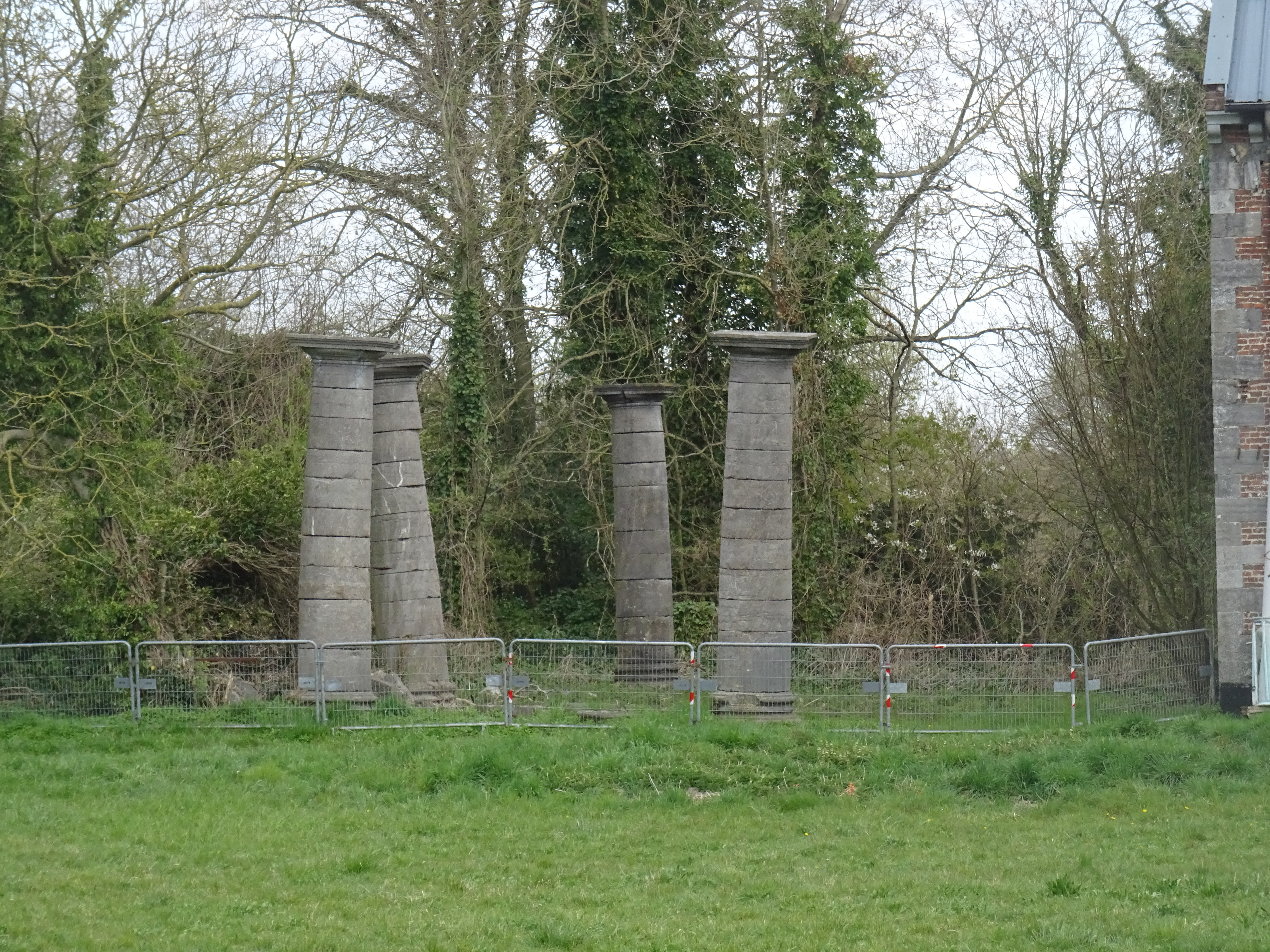
Overblijfselen van de kerk

De Abdij van Crespin is een voormalige benedictijnenabdij in de Franse plaats Crespin.

## Geschiedenis
De abdij zou in 670 gesticht zijn door Sint-Landelinus. In 882 werd de abdij verwoest door de Deense Vikingen. Abten zijn bekend van 1080-1802. De, aan Sint-Petrus gewijde, abdijkerk werd herhaaldelijk herbouwd, het laatst in 1755. Deze kerk nam een vijfde deel van het abdijcomplex in maar werd verwoest tijdens de Franse Revolutie (eind 18e eeuw). Slechts een vijftal pilaren bleven bestaan. Ook de omringende muur van 1749 en het paleis van de abt, van het midden der 18e eeuw, werden bewaard. Het paleis werd echter verbouwd tot individuele woningen.
Daarnaast bleven restanten van de toegangspoort en de watermolen bewaard.